# Hardwick (Géorgie)
Hardwick est une census-designated place située dans le comté de Baldwin, dans l’État de Géorgie, aux États-Unis. Lors du recensement de 2020, elle comptait 3 513 habitants.